# Washington Open WTA 2011 - Qualificazioni singolare
Le qualificazioni del singolare del Washington Open WTA 2011 sono state un torneo di tennis preliminare per accedere alla fase finale della manifestazione. I vincitori dell'ultimo turno sono entrati di diritto nel tabellone principale. In caso di ritiro di uno o più giocatori aventi diritto a questi sono subentrati i lucky loser, ossia i giocatori che hanno perso nell'ultimo turno ma che avevano una classifica più alta rispetto agli altri partecipanti che avevano comunque perso nel turno finale.

## Giocatori

### Teste di serie
1. Julia Cohen (secondo turno)
2. Lauren Albanese (secondo turno)
3. Petra Rampre (qualificata)
4. Madison Brengle (qualificata)

1. Beatrice Capra (ultimo turno)
2. Ryoko Fuda (qualificata)
3. Tammi Patterson (secondo turno)
4. Asia Muhammed (ultimo turno)

### Qualificate
1. Alexandra Mueller
2. Ryoko Fuda

1. Petra Rampre
2. Madison Brengle

## Tabellone qualificazioni

### Sezione 1
|  | Primo turno       | Primo turno       | Primo turno       | Primo turno | Primo turno |  |  | Secondo turno | Secondo turno     | Secondo turno     | Secondo turno | Secondo turno |   |    | Ultimo turno | Ultimo turno      | Ultimo turno | Ultimo turno | Ultimo turno |  |
|  |                   |                   |                   |             |             |  |  |               |                   |                   |               |               |   |    |              |                   |              |              |              |  |
|  |                   |                   |                   |             |             |  |  |               |                   |                   |               |               |   |    |              |                   |              |              |              |  |
|  |                   |                   |                   |             |             |  |  | 1             | Julia Cohen       | Julia Cohen       | 1             | 0             |   |    |              |                   |              |              |              |  |
|  | Danielle Mills    | Danielle Mills    | Danielle Mills    | 2           | 2           |  |  |               | Alexandra Mueller | Alexandra Mueller | 6             | 6             |   |    |              |                   |              |              |              |  |
|  | Alexandra Mueller | Alexandra Mueller | Alexandra Mueller | 6           | 6           |  |  |               |                   |                   |               |               |   |    |              | Alexandra Mueller | 3            | 6            | 7            |  |
|  |                   |                   |                   |             |             |  |  |               |                   | 8                 | Asia Muhammad | 6             | 4 | 65 |              |                   |              |              |              |  |
|  |                   |                   |                   |             |             |  |  | WC            | Skylar Morton     | Skylar Morton     | 4             | 2             |   |    |              |                   |              |              |              |  |
|  |                   |                   |                   |             |             |  |  | 8             | Asia Muhammad     | Asia Muhammad     | 6             | 6             |   |    |              |                   |              |              |              |  |
|  |                   |                   |                   |             |             |  |  |               |                   |                   |               |               |   |    |              |                   |              |              |              |  |

### Sezione 2
|  | Primo turno | Primo turno     | Primo turno     | Primo turno | Primo turno |  |  | Secondo turno | Secondo turno   | Secondo turno   | Secondo turno | Secondo turno |   |   | Ultimo turno | Ultimo turno | Ultimo turno | Ultimo turno | Ultimo turno |  |
|  |             |                 |                 |             |             |  |  |               |                 |                 |               |               |   |   |              |              |              |              |              |  |
|  |             |                 |                 |             |             |  |  |               |                 |                 |               |               |   |   |              |              |              |              |              |  |
|  |             |                 |                 |             |             |  |  | 2             | Lauren Albanese | 65              | 0             | r             |   |   |              |              |              |              |              |  |
|  |             |                 |                 |             |             |  |  |               | Kim Grajdek     | 7               | 1             |               |   |   |              |              |              |              |              |  |
|  |             |                 |                 |             |             |  |  |               |                 |                 |               |               |   |   |              | Kim Grajdek  | 6            | 3            | 0            |  |
|  | WC          | Tara Iyer       | Tara Iyer       | 64          | 2           |  |  |               |                 | 6               | Ryoko Fuda    | 2             | 6 | 6 |              |              |              |              |              |  |
|  |             | Līga Dekmeijere | Līga Dekmeijere | 7           | 6           |  |  |               | Līga Dekmeijere | Līga Dekmeijere | 0             | 0             |   |   |              |              |              |              |              |  |
|  |             |                 |                 |             |             |  |  | 6             | Ryoko Fuda      | Ryoko Fuda      | 6             | 6             |   |   |              |              |              |              |              |  |
|  |             |                 |                 |             |             |  |  |               |                 |                 |               |               |   |   |              |              |              |              |              |  |

### Sezione 3
|  | Primo turno | Primo turno        | Primo turno        | Primo turno | Primo turno |  |  | Secondo turno | Secondo turno      | Secondo turno  | Secondo turno      | Secondo turno      |   |   | Ultimo turno | Ultimo turno | Ultimo turno | Ultimo turno | Ultimo turno |  |
|  |             |                    |                    |             |             |  |  |               |                    |                |                    |                    |   |   |              |              |              |              |              |  |
|  |             |                    |                    |             |             |  |  |               |                    |                |                    |                    |   |   |              |              |              |              |              |  |
|  |             |                    |                    |             |             |  |  | 3             | Petra Rampre       | Petra Rampre   | 6                  | 79                 |   |   |              |              |              |              |              |  |
|  |             |                    |                    |             |             |  |  | WC            | Sachia Vickery     | Sachia Vickery | 3                  | 67                 |   |   |              |              |              |              |              |  |
|  |             |                    |                    |             |             |  |  |               |                    |                |                    |                    |   |   | 3            | Petra Rampre | Petra Rampre | 6            | 6            |  |
|  | WC          | Eleanor Peters     | Eleanor Peters     | 1           | 0           |  |  |               |                    |                | Gabriela Dabrowski | Gabriela Dabrowski | 4 | 1 |              |              |              |              |              |  |
|  |             | Gabriela Dabrowski | Gabriela Dabrowski | 6           | 6           |  |  |               | Gabriela Dabrowski | 6              | 3                  | 7                  |   |   |              |              |              |              |              |  |
|  |             |                    |                    |             |             |  |  | 7             | Tammi Patterson    | 3              | 6                  | 62                 |   |   |              |              |              |              |              |  |
|  |             |                    |                    |             |             |  |  |               |                    |                |                    |                    |   |   |              |              |              |              |              |  |

### Sezione 4
|  | Primo turno | Primo turno                | Primo turno                | Primo turno | Primo turno |  |  | Secondo turno | Secondo turno   | Secondo turno   | Secondo turno  | Secondo turno |   |   | Ultimo turno | Ultimo turno    | Ultimo turno | Ultimo turno | Ultimo turno |  |
|  |             |                            |                            |             |             |  |  |               |                 |                 |                |               |   |   |              |                 |              |              |              |  |
|  |             |                            |                            |             |             |  |  |               |                 |                 |                |               |   |   |              |                 |              |              |              |  |
|  |             |                            |                            |             |             |  |  | 4             | Madison Brengle | Madison Brengle | 6              | 6             |   |   |              |                 |              |              |              |  |
|  |             | Whitney Jones              | Whitney Jones              | 6           | 6           |  |  |               | Whitney Jones   | Whitney Jones   | 2              | 1             |   |   |              |                 |              |              |              |  |
|  | WC          | Valentini Grammatikopoulou | Valentini Grammatikopoulou | 2           | 2           |  |  |               |                 |                 |                |               |   |   | 4            | Madison Brengle | 7            | 64           | 6            |  |
|  |             |                            |                            |             |             |  |  |               |                 | 5               | Beatrice Capra | 64            | 7 | 1 |              |                 |              |              |              |  |
|  |             |                            |                            |             |             |  |  |               | Katie Ruckert   | Katie Ruckert   | 2              | 0             |   |   |              |                 |              |              |              |  |
|  |             |                            |                            |             |             |  |  | 5             | Beatrice Capra  | Beatrice Capra  | 6              | 6             |   |   |              |                 |              |              |              |  |
|  |             |                            |                            |             |             |  |  |               |                 |                 |                |               |   |   |              |                 |              |              |              |  |